# Teenage Mutant Ninja Turtles: The Hyperstone Heist
Teenage Mutant Ninja Turtles: The Hyperstone Heist, pubblicato in Europa come Teenage Mutant Hero Turtles: The Hyperstone Heist e in Giappone come Teenage Mutant Ninja Turtles: Return of the Shredder è un videogioco picchiaduro a scorrimento orizzontale basato sui personaggi delle Tartarughe Ninja, ed è stato il primo titolo delle Tartarughe Ninja a essere pubblicato per Sega Mega Drive/Genesis.